# Stop Suffering
Stop Suffering foi um álbum do senador/cantor Marcelo Crivella, lançado em 1993. 
Pouco após ter lançado seu primeiro trabalho na área musical, Marcelo Crivella é enviado como missionário para a África, juntamente com a família.
Por viver na África, Crivella aprendeu certos dialetos locais. Isso facilitou a evangelização e sua identificação para com os africanos, que foi o que levou a lançar esse segundo álbum compacto. 
Este vinil compacto se destacou por ter duas canções em Zulu, incluindo uma oração em Inglês. 
Por estar fora de catálogo há anos, esse álbum é o mais raro do bispo Marcelo Crivella, e foi lançado pela gravadora UCKG Records.